# Kaarina
Kaarina (en idioma sueco: S:t Karins) es un municipio de Finlandia.
Localizada en el oeste de Finlandia, forma parte de la región de Finlandia Propia. El municipio cuenta con una población de 21,568 en 2004 y una superficie de 60.59 km². La densidad es de 361.3 habitantes por km².
La lengua más hablada en el municipio es el finés (93.9%) , aunque también hay minorías suecas (3.6%).
Es la ciudad natal del artista Tom of Finland y en ella se formó en 1989 la banda Thergothon.